# Gobi-Altai-Gebirgswühlmaus
Die Gobi-Altai-Gebirgswühlmaus (Alticola barakshin) ist eine Nagetierart aus der Gattung der Gebirgswühlmäuse (Alticola). Sie kommt im Altai-Gebirge in Teilen der Mongolei und in Tuwa in Russland vor.

## Merkmale
Die Gobi-Altai-Gebirgswühlmaus erreicht eine Kopf-Rumpf-Länge von 10,0 bis 12,5 Zentimeter mit einem Schwanz von 1,8 bis 2,6 Zentimeter Länge bei einem Gewicht von etwa 31 bis 40 Gramm. Die Hinterfußlänge beträgt 17 bis 21 Millimeter, die Ohrlänge 15 bis 19 Millimeter. Das Rückenfell ist in seiner Färbung variabel, in der Regel jedoch bräunlich grau mit matt rötlichen Einwaschungen auf dem Rücken und den Körperseiten. Das Bauchfell ist gräulich weiß mit blass orangefarbener Einwaschung. Der Schwanz ist sehr kurz und zweifarbig, die Oberseite ist blassbraun und die Unterseite weiß. Die Oberseiten der Füße sind weiß bis grauweiß.

## Verbreitung
Die Gobi-Altai-Gebirgswühlmaus kommt im Altai-Gebirge im Gobi-Altai und im Mongolischen Altai in Teilen der Mongolei und in Tuwa in Russland vor. Darüber hinaus ist sie mit einem Fund aus dem Tian Shan im chinesischen Xinjiang dokumentiert. Die Höhenverbreitung liegt bei etwa 900 bis 2500 Metern.

## Lebensweise
Die Gobi-Altai-Gebirgswühlmaus lebt vor allem in Geröllflächen mit Gebüschbeständen in Hanglagen, wobei allem Wacholdergebüsche bevorzugt werden. Über die Lebensweise der Tiere liegen fast keine Informationen vor. Die Tiere ernähren sich herbivor von Pflanzenteilen. Ein laktierendes Weibchen wurde im Juni gefangen und hatte sechs plazentale Narben, was auf einen Wurf von sechs Jungtieren deutet.
Das Verbreitungsgebiet der Art grenzt an das der Mongolischen Silberwühlmaus (Alticola semicanus) und der Stoliczka-Gebirgswühlmaus (Alticola stoliczkanus) sowie der Silbernen Gebirgswühlmaus (Alticola argentatus) an und es überlappt wahrscheinlich mit dem der Tuwa-Silberwühlmaus (Alticola tuvinicus).

## Systematik
Die Gobi-Altai-Gebirgswühlmaus wird als eigenständige Art innerhalb der Gattung der Gebirgswühlmäuse (Alticola) eingeordnet, die aus zwölf Arten besteht. Die wissenschaftliche Erstbeschreibung stammt von dem russischen Zoologen Andrei Grigorjewitsch Bannikow aus dem Jahr 1947, der die Art anhand von Individuen aus dem Gobi-Altai (Gurvan Saihan Ridge, Dzun Saihan) im Süden der Mongolei beschrieb. Teilweise wurde die Art als Unterart der Stoliczka-Gebirgswühlmaus (Alticola stoliczkanus) betrachtet.

## Status, Bedrohung und Schutz
Obwohl über die Bestände und das tatsächliche Verbreitungsgebiet der Gobi-Altai-Gebirgswühlmaus kaum Informationen vorliegen, wird sie von der International Union for Conservation of Nature and Natural Resources (IUCN) als nicht gefährdet (Least concern) eingeordnet. Begründet wird dies mit dem sehr großen Verbreitungsgebiet und den angenommenen großen Beständen der Art. Im Verbreitungsgebiet der Art sind keine bestandsgefährdenden Risiken bekannt, da keine Informationen vorliegen.

## Belege
1. 1 2 3 4  Darrin Lunde, Andrew T. Smith: Gobi Altai Mountain Vole. In: Andrew T. Smith, Yan Xie: A Guide to the Mammals of China. Princeton University Press, Princeton NJ 2008, ISBN 978-0-691-09984-2, S. 217.
2. 1 2 3 4  Alticola barakshin in der Roten Liste gefährdeter Arten der IUCN 2016.2. Eingestellt von: N. Batsaikhan, 2008. Abgerufen am 21. September 2016.
3. 1 2  Alticola barakshin. In: Don E. Wilson, DeeAnn M. Reeder (Hrsg.): Mammal Species of the World. A taxonomic and geographic Reference. 2 Bände. 3. Auflage. Johns Hopkins University Press, Baltimore MD 2005, ISBN 0-8018-8221-4.